# Georges Dejardin
Georges Joseph Noël Dejardin (Luik, 14 juni 1914 - 9 februari 1993) was een Belgisch volksvertegenwoordiger en senator.

## Levensloop
Na de lagere middelbare school en een jaar nijverheidsschool, slaagde Dejardin in een examen voor landmeter. Van 1930 tot 1937 werkte hij als handelsagent in een fabriek. Daarnaast volgde hij een opleiding tot sociaal assistent aan de Arbeidershogeschool in Brussel.
In 1931 sloot Dejardin zich aan bij de bediendenvakbond gelieerd aan de Belgische Werkliedenpartij (POB) en in dezelfde periode engageerde hij zich bij de Socialistische Jonge Wacht (JGS). Hij werd een van de leidende figuren binnen de JGS-afdeling van de stad Luik en vanaf 1932 ook binnen de afdeling van het arrondissement Luik. Van deze laatste afdeling werd hij adjunct-secretaris, belast met opleiding en propaganda. In 1936 werd Dejardin lid van het nationaal comité van JGS en van 1938 tot 1940 was hij adjunct-nationaal secretaris van de JGS. In die hoedanigheid werd hij tevens verantwoordelijk uitgever van het orgaan van de JGS, Jeunesse nouvelle. 
Aan het begin van de Tweede Wereldoorlog in september 1939 werd Dejardin gemobiliseerd en na de Duitse inval in België in mei 1940 streed hij dan ook mee in de Achttiendaagse Veldtocht, waarbij hij werd krijgsgevangen genomen. Hij werd tot 1945 gevangengehouden in Oost-Pruisen, waar hij als boerenknecht werkte. Na zijn terugkeer naar België stortte hij zich opnieuw in de politieke actie. 
Dejardin volgde Hubert Rassart op als nationaal secretaris van de Confederatie van Socialistische Jongeren en hielp mee met de heropbouw van de Internationale van socialistische jongerenbeweging, die in 1946 op het Congres van Montrouge herdoopt werd tot de Internationale Unie van Socialistische Jongeren. Tussendoor werd hij aangenomen als redacteur bij Le Monde du Travail, het orgaan van de socialisten van het arrondissement Luik. In 1946 liet Dejardin de socialistische jongerenbeweging achter zich en werd hij tot 1950 secretaris-generaal van de Centrale voor Arbeidersopvoeding.
De politiek eiste steeds meer de aandacht van Dejardin op. In oktober 1946 werd hij voor de PSB verkozen tot gemeenteraadslid van Luik, wat hij bleef tot in 1964. In de gemeenteraad zat hij de socialistische fractie voor. Van 1946 tot 1950 was hij tevens provincieraadslid van Luik en van 1950 tot 1965 zetelde Dejardin voor het arrondissement Luik in de Kamer van volksvertegenwoordigers. Bij de verkiezingen van 1954 en 1958 was hij lijsttrekker van de PSB-lijst voor dit arrondissement en in 1965 werd hij vanwege de zware verkiezingsnederlaag van zijn partij in het arrondissement Luik niet herkozen. Hij was nadien van 1965 tot 1968 provinciaal senator voor de provincie Luik en van 1968 tot 1974 was hij rechtstreeks gekozen senator voor zijn arrondissement.
In de Kamer hadden de tussenkomsten van Dejardin vooral betrekking op de onderwerpen defensie, buitenlandse betrekkingen en onderwijs. Hij was samen met Antoon Spinoy de defensiespecialist van zijn partij en streed hevig voor een vermindering van de duurtijd van de militaire dienstplicht, die door de Koreaanse Oorlog tot dertig maanden was verhoogd. Daarnaast was hij de voorzitter van de parlementaire groep van gewezen oorlogsgevangenen. In de Senaat ging zijn aandacht in het bijzonder naar onderwijs en cultuur. Hij rapporteerde over de hervorming van het secundair onderwijs, de meerderjarigheid vanaf 18 jaar, stemrecht voor militairen en vervroegd pensioen voor onderwijzers die politiek of militair gevangene waren geweest. Binnen de PSB was hij voorzitter van de commissie Onderwijs en hij vertegenwoordigde de partij vanaf 1966 in de Nationale Schoolpactcommissie. Dejardin was ondervoorzitter van de Senaatscommissie Onderwijs en van 1970 tot 1974 voorzitter van de commissie Culturele Zaken. Op internationaal vlak was hij dan weer van 1962 tot 1965 lid van de Raadgevende Vergadering van de Raad van Europa en van de Assemblee van de West-Europese Unie. Ook was hij driemaal Belgisch afgevaardigde bij de Algemene Vergadering van de Verenigde Naties, in 1955, 1965 en 1969.
Tijdens de algemene staking van 1960-1961 was hij een medestander van André Renard. Namens de Gemeenschappelijke Actie stelde hij de tekst op van de Appel aux soldats. Gepubliceerd door La Wallonnie in december 1960, werd de krant in beslag genomen. Dejardin, een voorstander van economische structuurhervormingen richting federalisme en culturele autonomie, was van 1962 tot 1963 lid van het Waals Actiecomité van de provincie Luik en nam in 1963 deel aan de organisatie van het Waals Petitionnement (1963) dat 645.499 handtekeningen verzamelde. Hij zorgde voor het vervoer van de formulieren naar het Parlement, ook al had hij als gematigde militant van de Waalse Beweging ondertussen afstand genomen van de actie en meer algemeen van de stellingnamen van het Mouvement Populaire Wallon, die hij te nationalistisch vond. Van 1971 tot 1973 was hij de eerste voorzitter van de Cultuurraad voor de Franse Gemeenschap. 
Na zijn politieke loopbaan was hij van 1974 tot 1976 nog adjunct-secretaris bij het Agence de Coopération culturelle et technique in Parijs. Hij was ook stichtend voorzitter van de Guilde belge du livre (1956-1978).
Zijn zoon Claude Dejardin (1938-2020) werd eveneens socialistisch parlementslid, terwijl zijn kleinzoon Georges Dejardin kandidaat was bij Ecolo.